# 増穂インターチェンジ
増穂インターチェンジ（ますほインターチェンジ）は、山梨県南巨摩郡富士川町にある中部横断自動車道のインターチェンジ。富士川町や市川三郷町の最寄りインターチェンジである。増穂PAを併設する。
2006年（平成18年）12月の開通時はランプは設けられておらず、中部横断道の本線から一般道路に直接接続し、料金所も設置されていなかった。通行券の発行や料金収受業務は南アルプスIC付近の南アルプス本線料金所にて行われていたが、六郷ICへの延伸に伴い、南アルプス本線料金所は2017年（平成29年）2月20日をもって廃止となり、当ICにランプウェイと料金所が設置された。

## 歴史
- 2006年（平成18年）12月16日：増穂IC - 南アルプスIC間開通に伴い、供用開始[1]。
- 2013年（平成25年）3月18日：延伸工事に伴い、出入口が200 mほど南側へ移設。これにより、暫定ランプが供用開始。
- 2017年（平成29年）3月19日：六郷IC - 増穂IC間開通[2]。
- 2024年（令和6年）3月13日：料金所がETC専用化となる[3]。

## 周辺
- 道の駅富士川

増穂パーキングエリア下り線双葉方面と併設。
- 富士川
- 富士川町役場 本庁舎（旧増穂町役場）
- 富士川町役場 分庁舎（旧鰍沢町役場）
- 市川大門駅 （JR東海・身延線）
- 峡南医療センター富士川病院
- フォレストモール富士川
  - オギノ
  - くろがねや
  - サンドラッグ
  - シャトレーゼ
  - ザ・ダイソー

## 接続する道路
- 直接接続
  - 国道52号 （甲西道路）
- 間接接続
  - 国道140号

## 料金所
- ブース数：4

### 入口
- ブース数：2
  - ETC専用：1
  - ETC/サポート：1

### 出口
- ブース数：2
  - ETC専用：1
  - ETC/サポート：1

## 隣
E52 中部横断自動車道
(4) 六郷IC - 富士川TB - (5) 増穂IC/PA - 南アルプスTB（廃止） - (6) 南アルプスIC